# (R)-limonene 6-monoossigenasi
La (R)-limonene 6-monoossigenasi è un enzima appartenente alla classe delle ossidoreduttasi, che catalizza la seguente reazione:
(+)-(R)-limonene + NADPH + H+ + O2 ⇄ (+)-trans-carveolo + NADP+ + H2O
La reazione è stereospecifica con oltre il 95% di resa di trans-carveolo a partire da (R)-limonene. L'(S)-limonene, il substrato della (S)-limonene 6-monoossigenasi (numero EC 1.14.13.48), non è invece un substrato. L'enzima è parte della via di biosintesi del carvone nei semi di Carum carvi (cumino).